# Schottwien (Herrschaft)
Die Herrschaft Schottwien, eigentlich Herrschaft Klamm, war eine Grundherrschaft im Viertel unter dem Wienerwald im Erzherzogtum Österreich unter der Enns, dem heutigen Niederösterreich.

## Ausdehnung
Die Herrschaft, der auch die Gülte Markt Schottwien und die Herrschaften Stuppach und Pottschach angehörten, umfasste zuletzt die Ortsobrigkeit über den Markt Schottwien, zerstreute Häuser zu Klamm in Haidbachgraben, Adlitzgraben, zu Breitenstein, in den Rotten Kreis und Göstritz, dann am Semmering in Steiermark, weiters Stuppach, Zeil zu Gloggnitz, Salloder, Berglach, Pottschach, Pulzmannsdorf, Holzweg, Wolfsohl, Hettmannsdorf, Wimpassing, Ließling und Buchbach. Der Sitz der Verwaltung befand sich in Schottwien, weshalb die Herrschaft so genannt wurde, obwohl sie amtlich Klamm hieß.

## Geschichte
Letzter Inhaber der Allodialherrschaft war Alois Josef Fürst von und zu Liechtenstein. Mit den Reformen 1848/1849 wurde die Herrschaft aufgelöst.